# 林清一 (アマチュア野球審判)
林 清一（はやし せいいち、1955年5月25日 - ）は、日本のアマチュア野球審判員。
1966年、小学5年生のときに野球チームを結成。翌年には近隣市から選抜されたチームに加わって日本一となり、アメリカのペンシルベニア州で行われた世界大会でも優勝した。高校は早稲田実業に進学。エースとしての活躍を期待されるも、肩を故障し、3年夏は外野手として出場した。さらに野球推薦で入学した早稲田大、静岡県の大昭和製紙でも野球を続け、打撃投手やマネージャーを務めた。
1986年に父が経営する林建設に入社。このとき先輩の依頼で東京六大学野球の審判を務め、1991年から高校野球、1994年から社会人野球もと、以後は業務のかたわら年間約60試合の審判を務めるようになった。国際審判の実績もあり、アテネ五輪では野球審判員に選出されている。
2012年をもって審判員を引退。その後、一般財団法人日本リトルシニア中学硬式野球協会理事長に就任した。